# Musée d'histoire naturelle d'Oman
Le musée d'histoire naturelle d'Oman est un musée d'histoire naturelle du Sultanat d'Oman situé à Mascate, la capitale. Il met en scène la flore et la faune du pays.

## Histoire
Il a ouvert ses portes le 20 décembre 1985.

## Collections

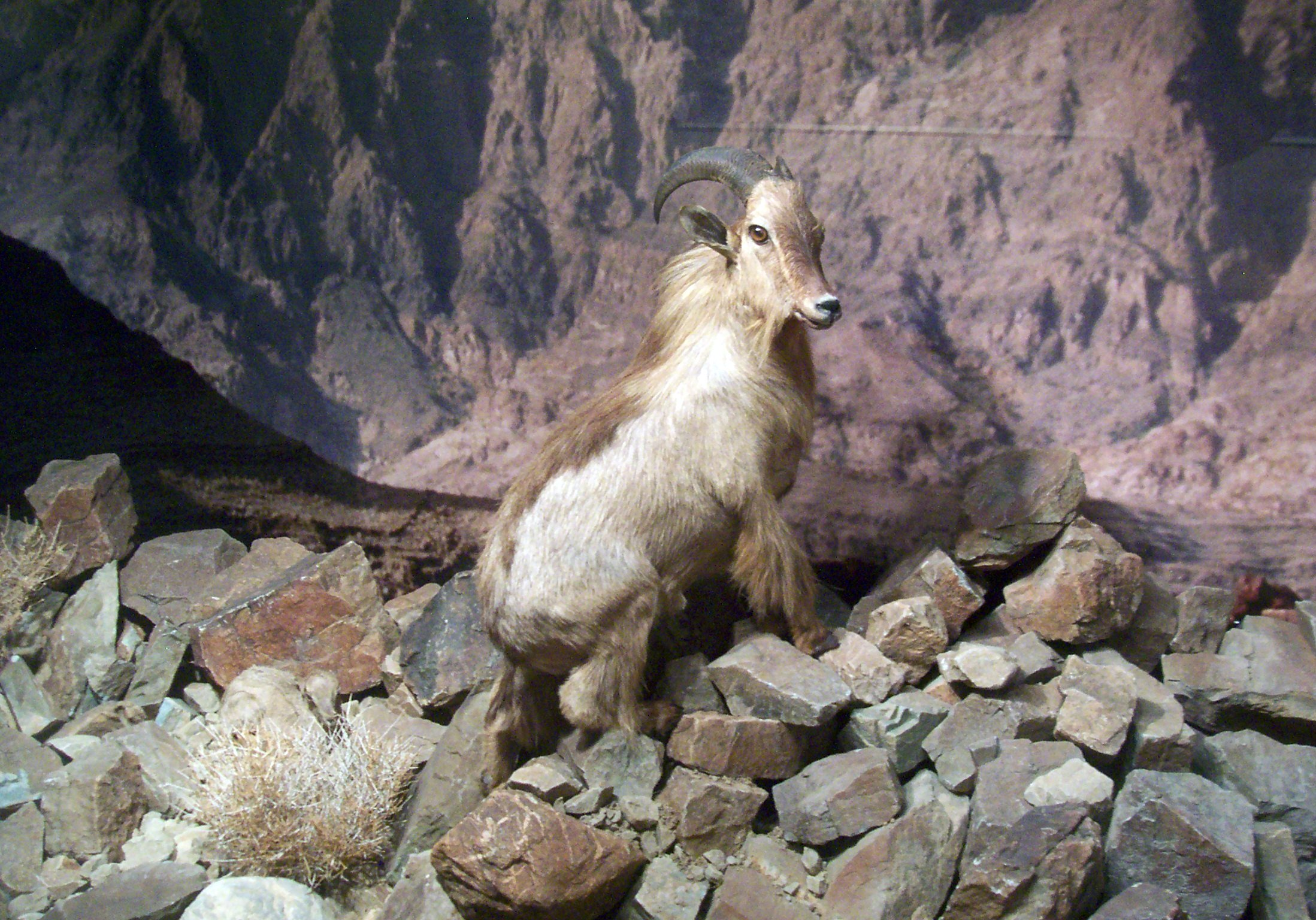
Tahr d'Arabie empaillé

Le musée abrite notamment un squelette de grand cachalot trouvé sur une plage omanaise il y a une trentaine d'années[Quand ?] ainsi que deux spécimens naturalisés du léopard d'Arabie, espèce classée en danger critique d'extinction (CR) par l'UICN.